# Larry (football)
Pour les articles homonymes, voir Larry.
Larry Pinto de Faria dit Larry, né le 3 novembre 1932 à Nova Friburgo et mort le 6 mai 2016 à Porto Alegre, est un footballeur international brésilien qui évolue au poste d'attaquant.

## Biographie
Avec l'équipe olympique du Brésil, Larry participe au tournoi de football des Jeux olympiques d'été de 1952. Son équipe s'incline 4-2 en quart de finale face à l'Allemagne de l'Ouest. Durant la compétition, il inscrit quatre buts (Pays-Bas x 2, Luxembourg et Allemagne de l'Ouest).
Avec l'équipe du Brésil, il joue six matchs, pour quatre buts marqués.
En club, il joue en faveur du Fluminense FC puis du SC Internacional.

## Palmarès
Avec le SC Internacional, il est champion du Rio Grande do Sul en 1955 (pt) et 1961 (pt).